# Orbitopsellinae
Orbitopsellinae es una subfamilia de foraminíferos bentónicos de la familia Mesoendothyridae, de la superfamilia Loftusioidea, del suborden Loftusiina y del orden Loftusiida. Su rango cronoestratigráfico abarca desde el Liásico (Jurásico inferior) hasta el Kimmeridgiense (Jurásico superior).

## Discusión
Clasificaciones previas elevaron Orbitopsellinae a la categoría de familia, es decir, familia Orbitopsellidae, y la incluyeron en el Suborden Textulariina del orden Textulariida o en el orden Lituolida.

## Clasificación
Orbitopsellinae incluye a los siguientes géneros:
- Cyclorbitopsella †
- Orbitammina †
- Orbitopsella †

Otro género considerado en Orbitopsellinae es:
- Coskinolinopsis †, aceptado como Orbitopsella